# Cascada de Pantanha
La cascada de Pantanha és una caiguda d'aigua d'origen fluvial, situada a Aldeia de Caldas da Felgueira, a la freguesia de Canas de Senhorim, al municipi de Nelas, aldistricte de Viseu, a Portugal, que desaigua a la Ribeira de Pantanha, al riu Mondego.

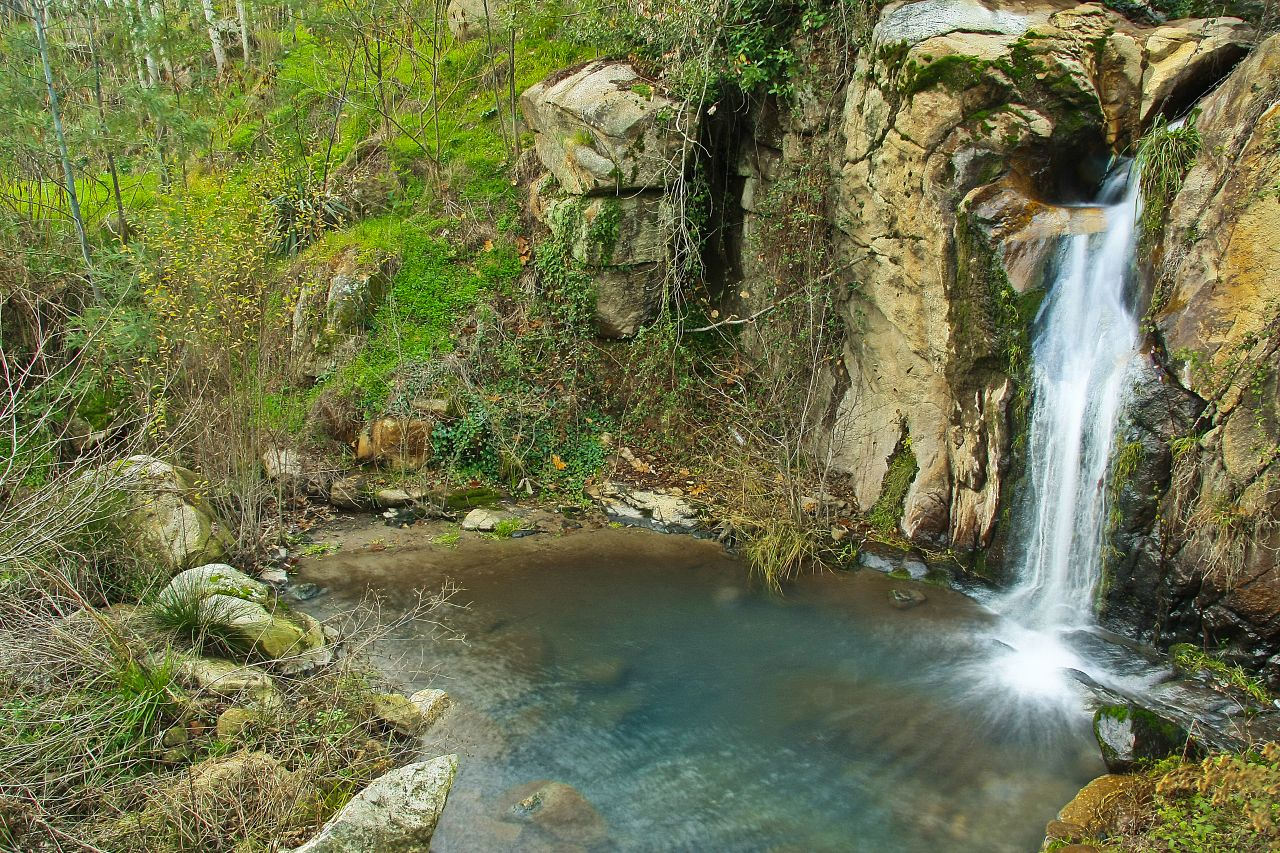
Cascada, 2009
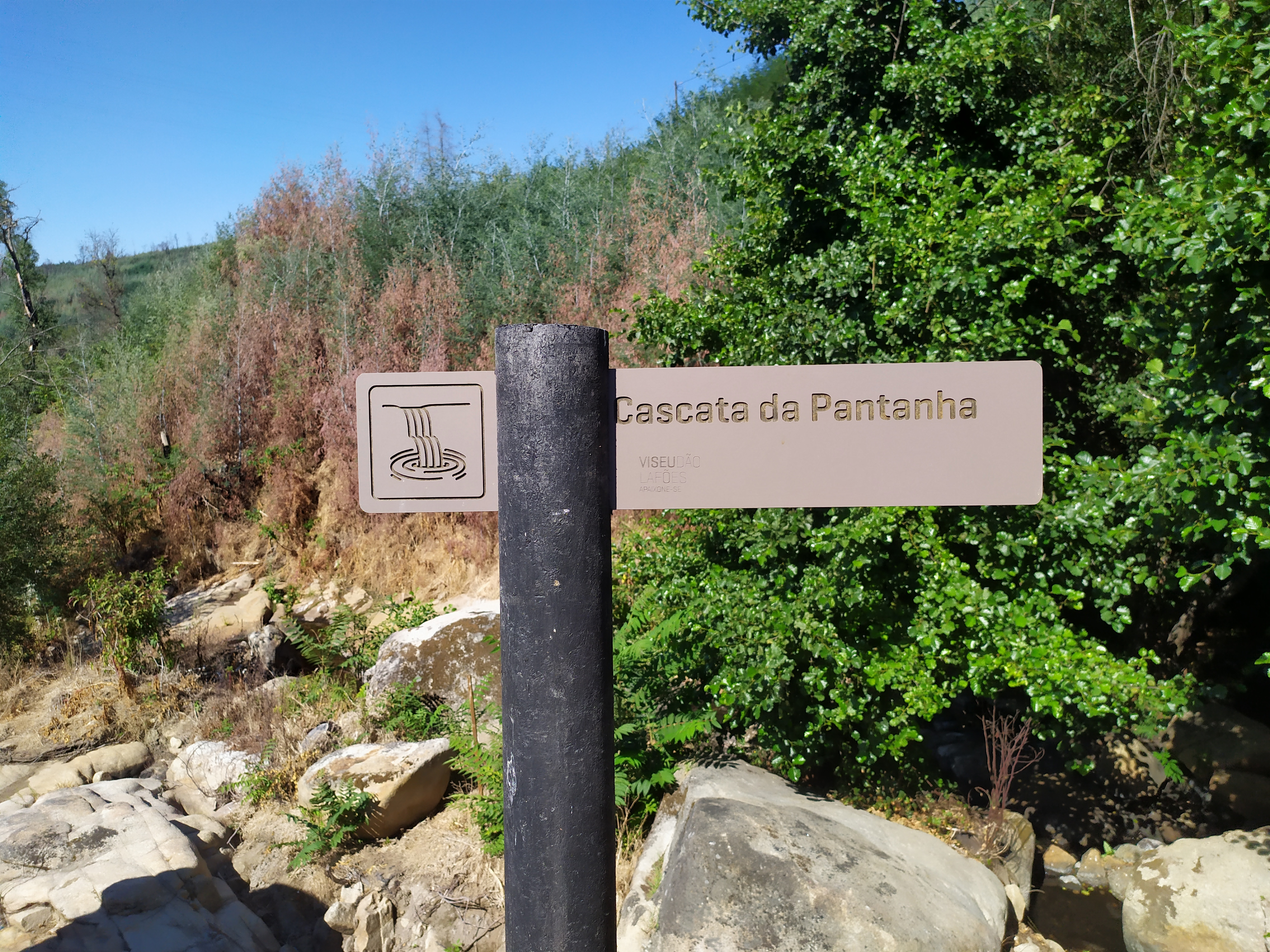
Placa informativa de la cascada